# Abyss Rebirth
『Abyss Rebirth』（アビス リバース）は、RPGツクールMZ制のロールプレイングゲームである。2023年11月27日に製品版の公開が開始された。

## ゲーム内容
主人公は中央都市ミッドガルドを訪れた冒険者。未だかつて誰も踏破したことのない「アビスの迷宮」の攻略を目論む。
ハック＆スラッシュを基本としたノンフィールド型の２Dダンジョンが特徴。プレイヤーは左右キーを押下してダンジョンを進んでいく。マップ毎に用意された「進行度」が一定に達すると、エネミーやボスが出現する。

## キャラクター
ニューゲームから選択できる主人公キャラクターは4人となる。
イリス・ナイトメア
- 大きな青いリボンを結んだ銀髪の少女。司る属性は「闇」。
- 二つ名は「純粋に無垢なる闇」。

龍鬼
- 青い瞳に白い長髪をした鬼娘。物理系の技を多用する。
- 二つ名は「鬼神の申し子」。

クルジュ・アーリア
- 黒いリボンを結んだ金髪の少女。様々な魔術を習得する。
- 二つ名は「魔術を嗜むご令嬢」。

サリエル・パプテマス
- 天使の姿をした長髪金髪の女の子。司る属性は「光」。
- 二つ名は「神界天使」。

## 評価
レビュー記事では「戦闘時におけるテンポがスムーズ」であり、「通常のエネミー戦とボス戦で気持ちを切り替えるゲームバランスになっている」と評され、コンパクトながら「やり込み要素」についても評価された。一方「ストーリーが一切ない」点や「ゲームの内容説明」が不足しているとの指摘もあった。
全般として「気軽に遊ぶことのできるゲーム」であり、「条件を満たすと仲間になる豊富なキャラクター」による、自由なパーティー編成と「ジョブ要素」によるカスタマイズ性が評価されている。